# Înmormântare

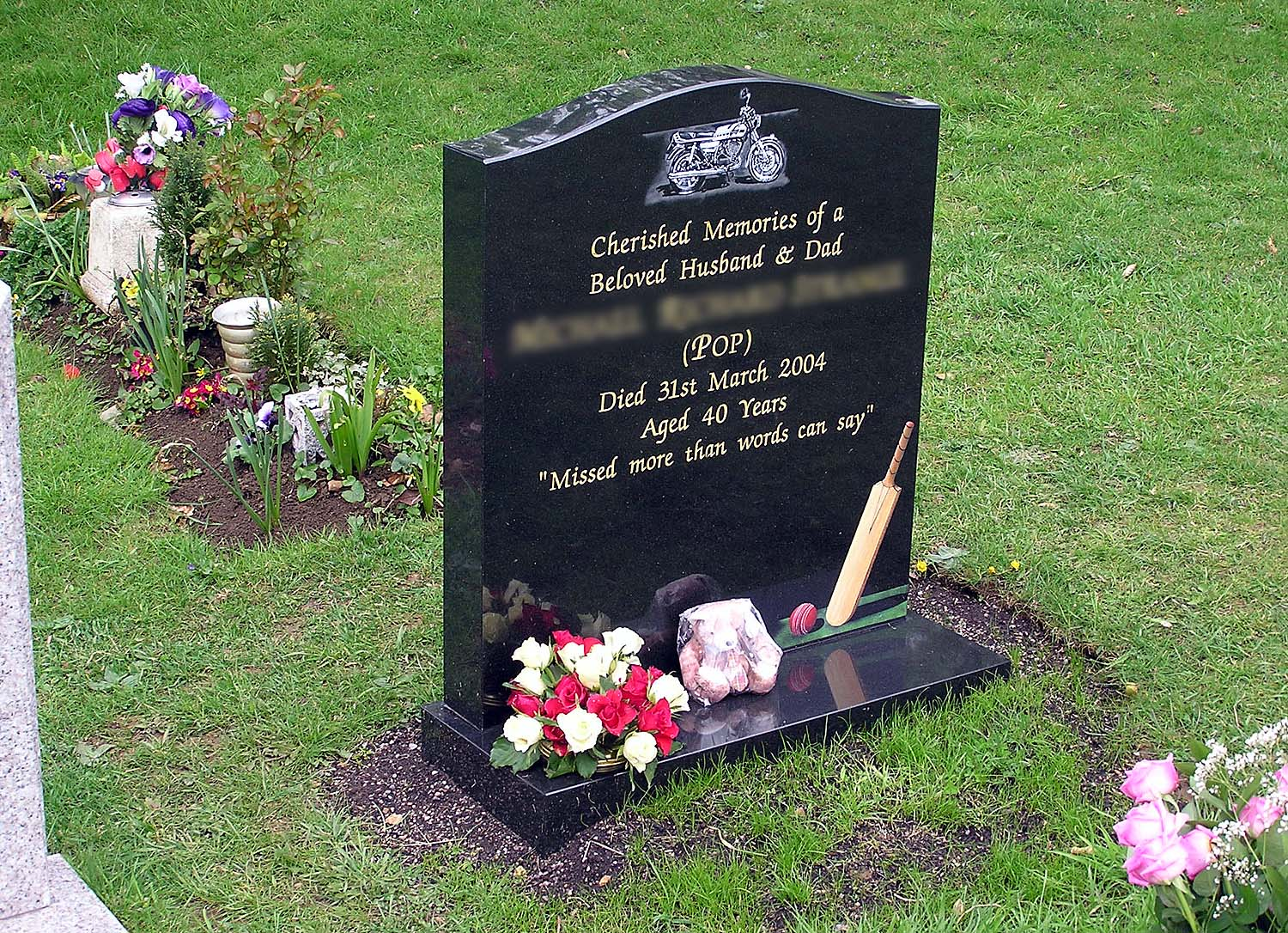
Mormânt

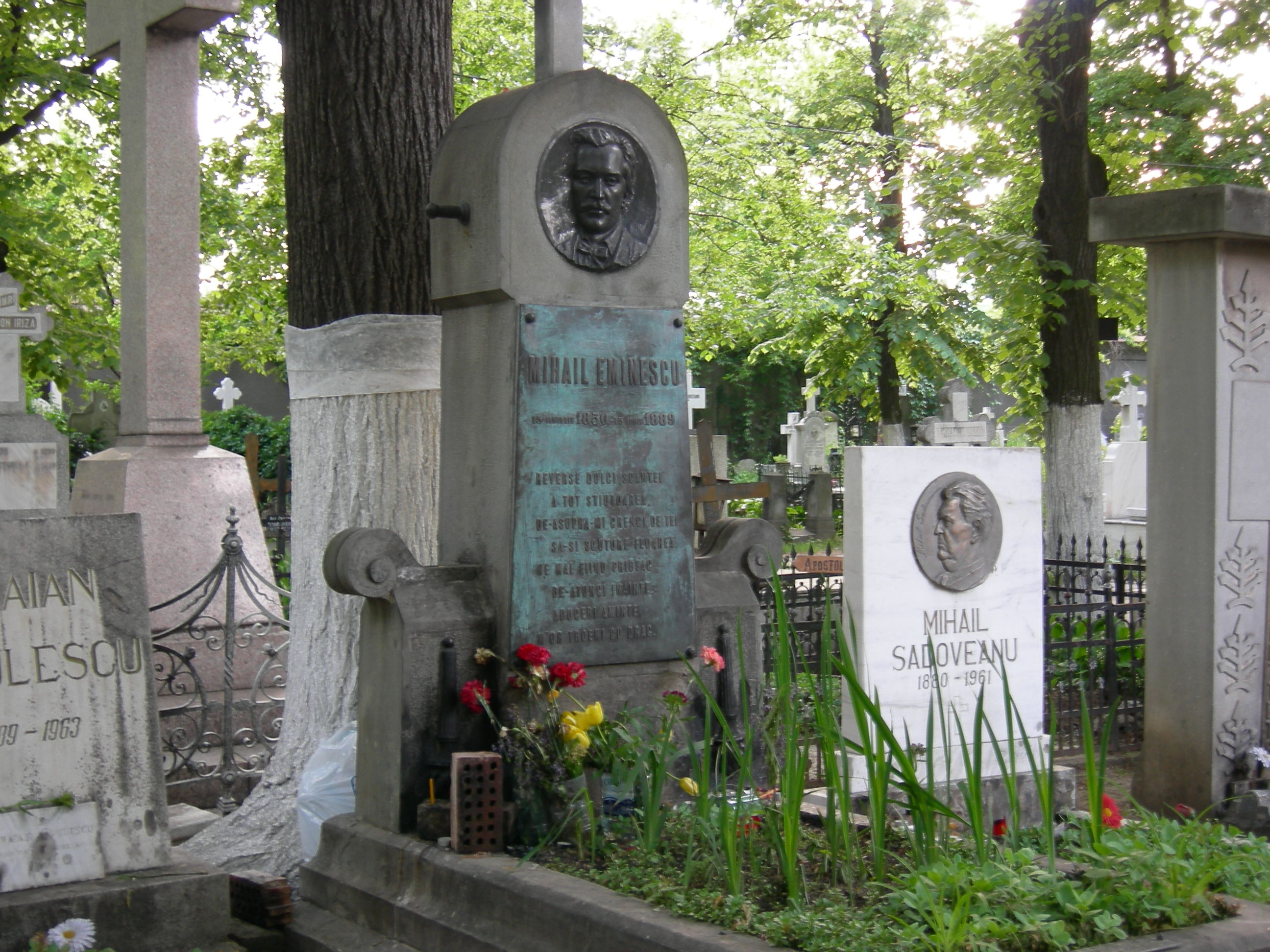
Cimitirul Bellu (Bucuresti)

Prin înmormântare se înțelege atât ritualul uzual cât și prevederile legii, și regulile de igienă care sunt prevăzute pentru această acțiune de îngropare în pământ, în mare, sau prin incinerare (ardere) a unui om mort, (mai rar a unui animal).
Ritualul de îngropăciune, împlică și elemente de pietate și diferă în funcție de națiune, religie, incluzând luarea rămasului bun de la rudenii, spălarea și îmbrăcarea mortului, ceremonia religioasă cu un preot însoțit la cimitir de o procesiune îmbrăcată în doliu negru, (în China și Japonia culoarea doliului fiind albă), dar și pomana mortului (colaci, colivă, prăjituri), folosirea sau nefolosirea sicriului, prepararea cadavrului (la unele popoare), executarea sau interzicerea unei autopsii medicale.
Regulile de păstrare a cadavrului sunt stabilite înainte de înhumare.
Locul de înmormântare, mormântul ca formă și dimensiuni poate fi foarte diferit, cu mormânt individual împodopit la îmormântare cu coroane cu flori, cele mai mari fiind piramidele din Egipt (faraonul fiind, (în prima perioadă a Egiptului antic), îngropat împreună cu sclavii săi), urmate de mausoleu, cavou. Dintre cele mai modeste morminte amintim groapa comună (a săracilor sau a soldaților căzuți pe front). Înmormântarea în islam este diferită de cea în creștinism spre exemplu, atât prin modul în care se executa mormântul cât și prin ritualul funerar. Cheltuielile de înmormântare sunt suportate de regulă de familia răposatului; în Germania cheltuielile medii ale unei înmormântări se cifrează la 4000 de euro.

## România
Majoritatea covârșitoare a românilor adoptă tradiția de a-și îngropa apropiații când trec în lumea celor drepți, în anul 2010 fiind înhumate 270.000 de persoane.
Aproape 1.000 de persoane sunt incinerate anual în singurul crematoriu funcțional din România - crematoriul „Cenușa” din București.
La jumătatea anului 2012, Patriarhia Română a anunțat că nu va oferi asistență religioasă enoriașilor care aleg incinerarea în locul înmormântării.
Această hotărâre a Sfântului Sinod Ortodox a actualizat o decizie din anul 1928, prin care credincioșii trebuiau să respecte înhumarea celor adormiți.

## Galerie

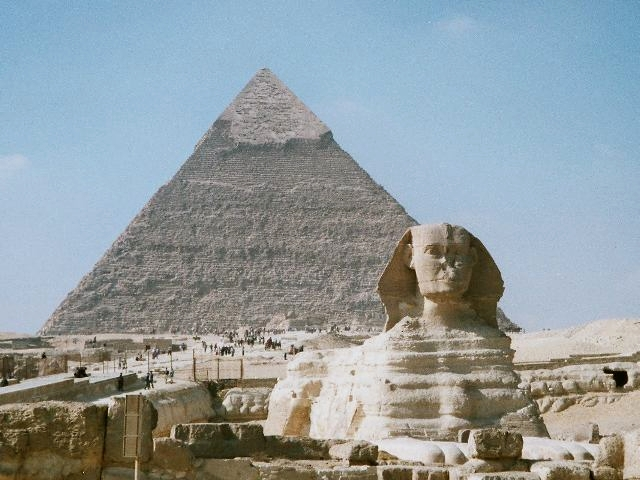
Sfinxul  şi piramida lui Kefren de la Gizeh, Egipt
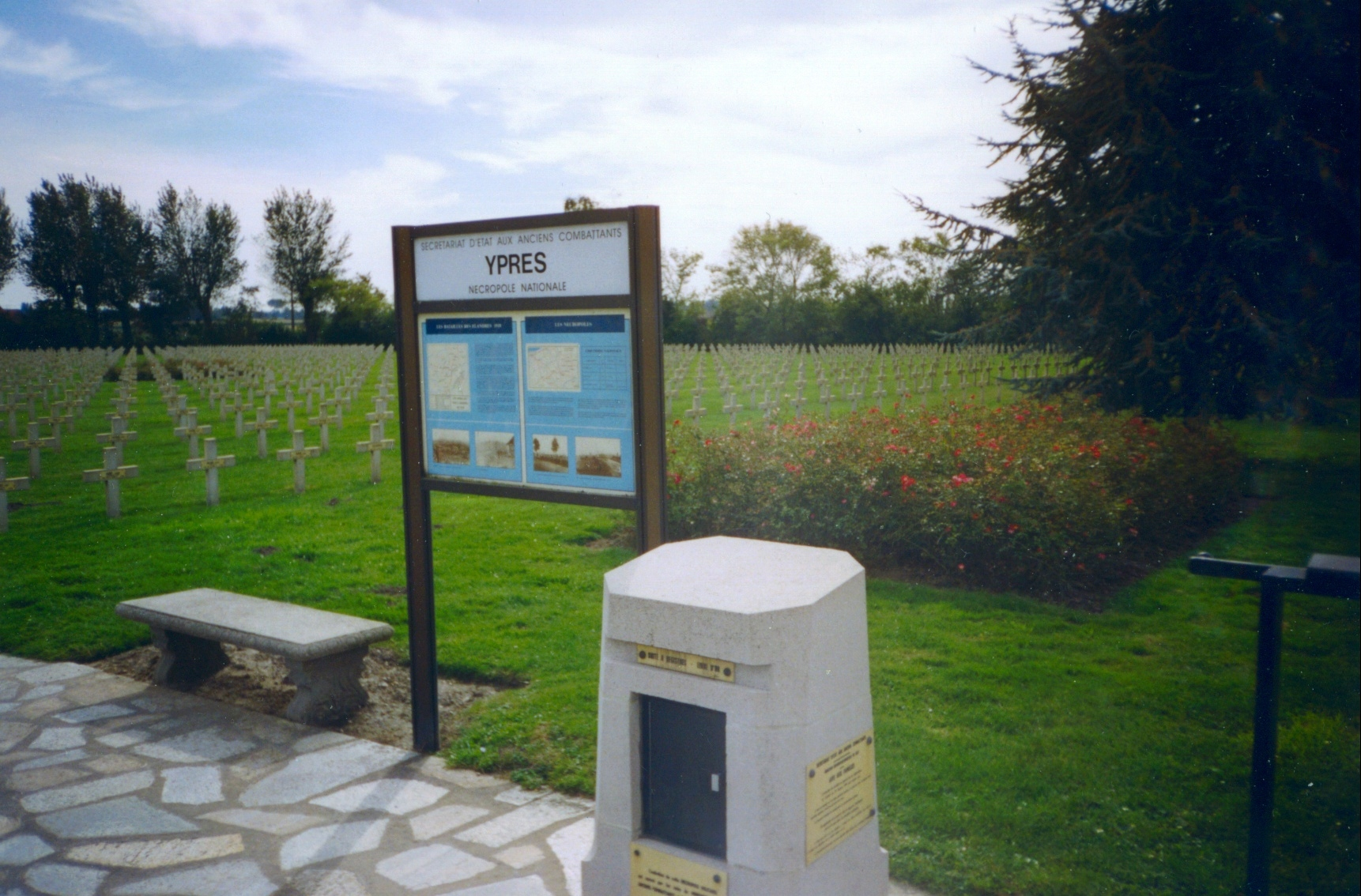
Cimitir naţional francez  (Belgia)